# Exército Argentino
O Exército Argentino (em espanhol: Ejército Argentino) é o componente terrestre das Forças Armadas da Argentina. Seu batismo de fogo teve lugar entre os anos de 1806 e 1807 quando forças militares britânicas invadiram Buenos Aires, durante as Invasões Inglesas da então colonia espanhola. Teve um grande protagonismo nas guerras pela independência do Império Espanhol e em outros conflitos bélicos do século XIX.

## Hierarquia
Fonte: 

### Oficiais
| Tenente-General    | Major            |
| General de Divisão | Capitão          |
| General de Brigada | Primeiro-Tenente |
| Major-Coronel      | Tenente          |
| Coronel            | Subtenente       |
| Tenente-Coronel    |                  |

### Suboficiais
| Suboficial Maior     | Sargento      |
| Suboficial Principal | Cabo Primeiro |
| Sargento-Ajudante    | Cabo          |
| Primeiro-Sargento    |               |

### Voluntários
| Primeiro-Voluntário | Segundo-Voluntário Segundo-Voluntário (em Comissão) |

## Galeria de fotos

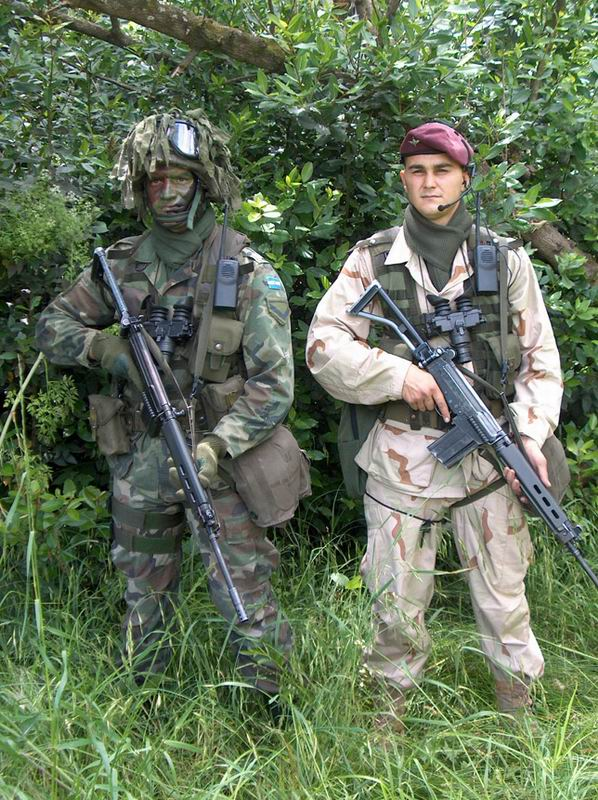
Dois militares argentinos armados com seu fuzil FN FAL.
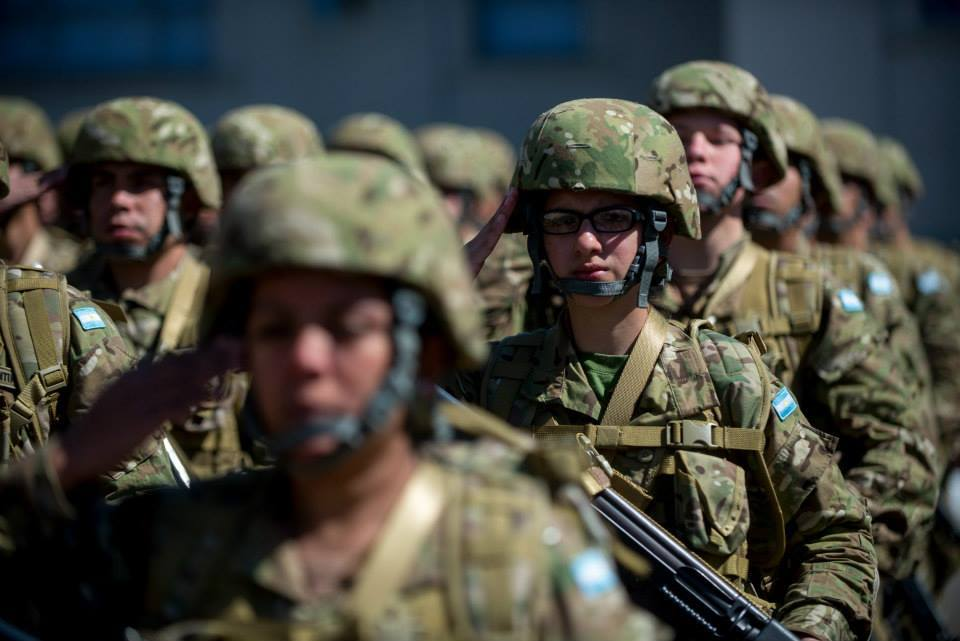
Desfile do Exército da Argentina, em 2016.
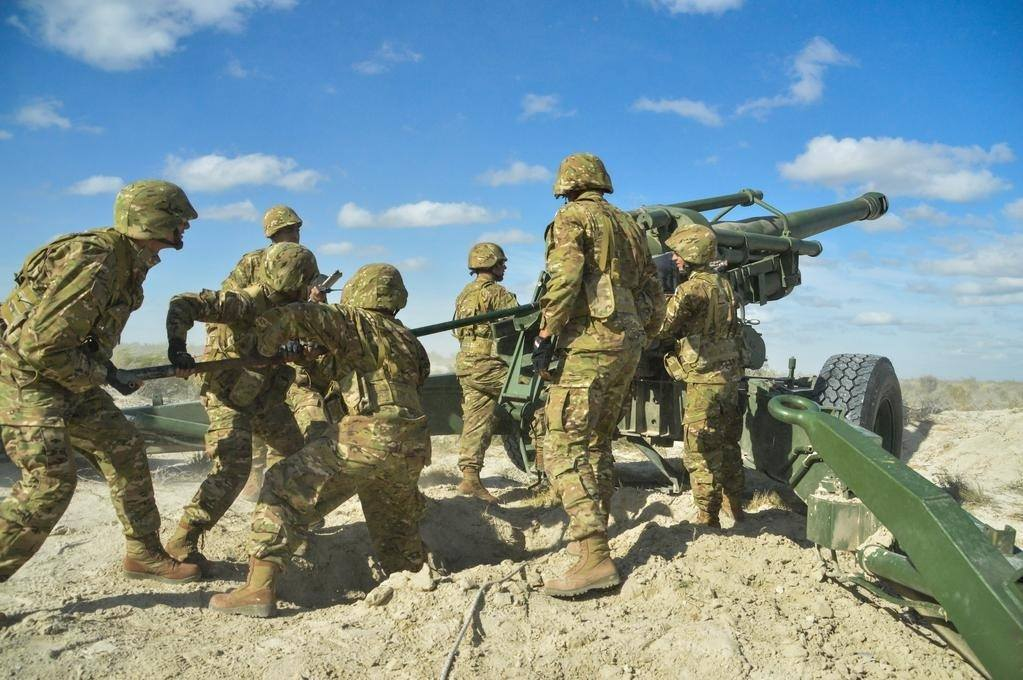
Soldados argentinos carregando um obuseiro CITER L33 de 155 mm.
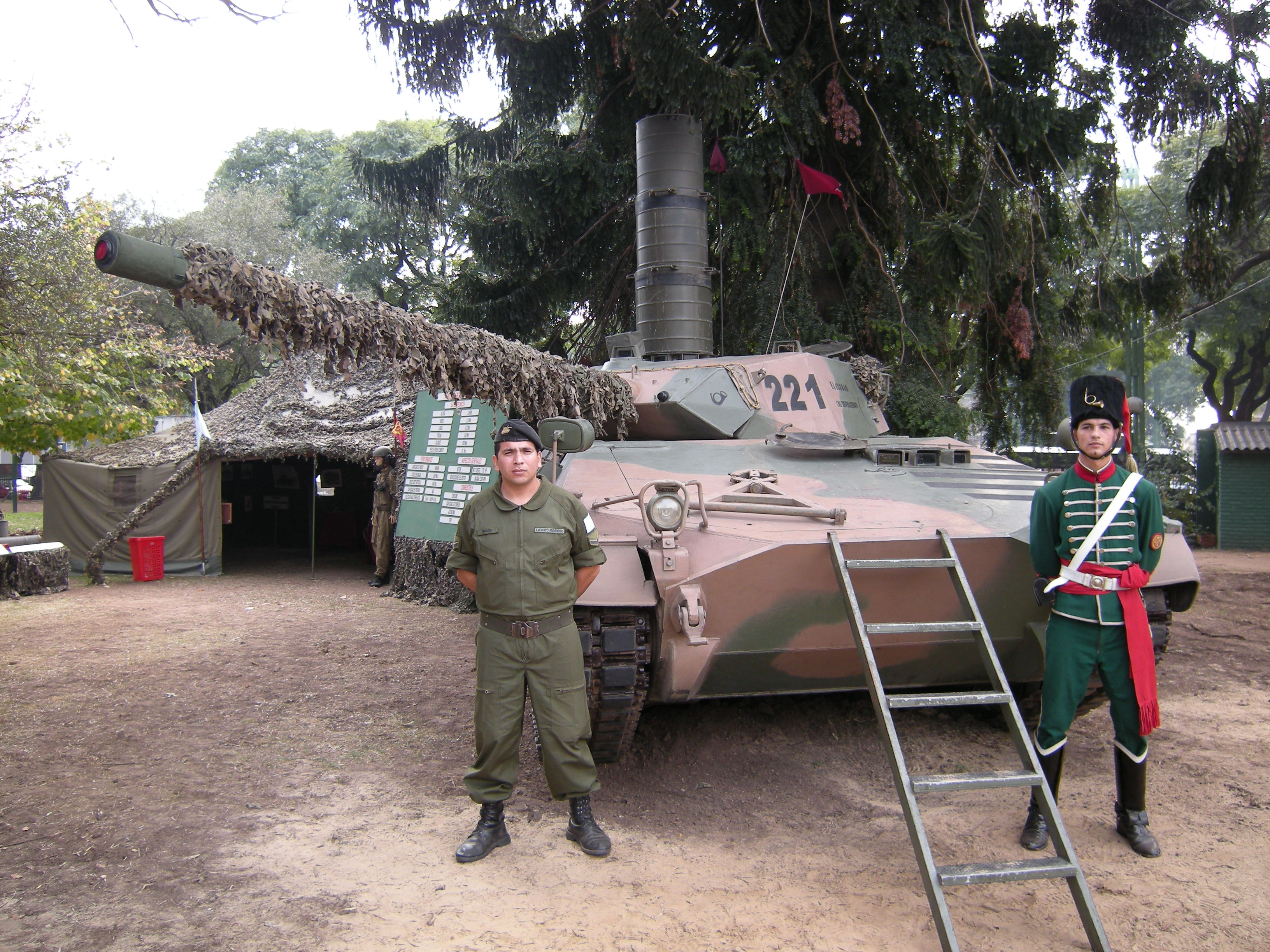
Blindado TAM do exército argentino.